# Kleeer
I Kleeer sono stati un gruppo musicale statunitense di genere R&B, funk e disco, attivo tra il 1972 e il 1985.

## Storia del gruppo
Nati nel 1972, i Kleeer erano originariamente conosciuti come The Jam Band ed erano una band di supporto per altri gruppi e cantanti disco. Nel 1975 il gruppo cambiò nome in Pipeline e passò temporaneamente all'hard rock: questa conversione è confermata dal loro singolo Gypsy Rider, edito nel 1976 dalla Columbia Records. Nello stesso anno, entrarono a far parte della Universal Robot Band insieme ai produttori disco Patrick Adams e Greg Carmichael. Alla fine del decennio, il gruppo cambiò nome in Kleeer. Tra il 1979 e il 1985, anno del loro scioglimento, il gruppo pubblicò sette album e una serie di successi, tra i quali Tonight's the Night, Keep Your Body Workin,  Winners, Intimate Connection e Get Tough, dove prevalgono sonorità funk anni ottanta ed elettroniche.

## Formazione
- Woodrow "Woody" Cunningham – voce, batteria
- Paul Crutchfield - tastiere, percussioni
- Richard Lee - chitarra
- Norman Durham - basso

## Discografia

### Album in studio
- 1979 – I Love to Dance
- 1979 – Winners
- 1981 – License to Dream
- 1982 – Get Ready
- 1982 – Taste the Music
- 1984 – Intimate Connection
- 1985 – Seeekret